# Lutjanus agennes
Lutjanus agennes és una espècie de peix de la família dels lutjànids i de l'ordre dels perciformes.

## Morfologia
- Els mascles poden assolir 139 cm de longitud total i 60 kg de pes.[2][3]

## Hàbitat
És un peix marí de clima tropical i associat als esculls de corall.

## Distribució geogràfica
Es troba des del Senegal fins a Angola, incloent-hi Cap Verd.

## Ús comercial
Es comercialitza fresc.